# Hedtjärnen (Gåsborns socken, Värmland, 664052-142124)
Hedtjärnen är en sjö i Filipstads kommun i Värmland och ingår i Göta älvs huvudavrinningsområde.